# ユーゴトン
ユーゴトン（Jugoton）はユーゴスラビア社会主義連邦共和国で最大のレコードレーベルおよびレコード・チェーンストアであり、クロアチア社会主義共和国のザグレブに本社を置いていた。ユーゴスラビア崩壊によって独立したクロアチアではクロアチア・レコーズの社名で操業を続けている。

## 歴史
ユーゴトンは1947年に創設された。ユーゴトンからは、ユーゴスラビアのロック、ポップスを代表する多くのアーティストたちの作品を発売してきた。同レーベルからは、ビイェロ・ドゥグメ（Bijelo Dugme）、アズラ（Azra）、エレクトリチュニ・オルガザム（Električni Orgazam）、イドリ（Idoli）、ハウストル（Haustor）、プラヴィ・オルケスタル（Plavi orkestar）、レブ・イ・ソル（Leb i Sol）のアルバムや、『Paket Aranžman』などの重要なコンピレーション・アルバムが発売された。また、ユーゴトンはユーゴスラビア国外の国際的に活躍するアーティストたちの作品をユーゴスラビア国内で販売するライセンスも得ており、ビートルズ、エルヴィス・プレスリー、ローリング・ストーンズ、マドンナ、U2、デヴィッド・ボウイ、ユーリズミックス、ケイト・ブッシュ、パブリック・イメージ・リミテッド、クラフトワーク、クイーン、ディープ・パープル、ピンク・フロイド、アイアン・メイデンなどのアルバムが同レーベルから販売された。加えて、ユーゴトンはユーゴスラビア連邦全域に及ぶレコード販売網を持っていた。
ユーロビジョン・ソング・コンテスト1989の優勝者リヴァをはじめ、数多くのユーロビジョン・ソング・コンテストのユーゴスラビア代表はユーゴトンと契約を結んでいた。
ユーゴスラビア崩壊が進む1990年、社名をクロアチア・レコーズへと変更した。

## 競合相手
ユーゴスラビア社会主義連邦共和国でユーゴトンと競合した主なレコード会社には次のようなものがある:
- PGP-RTB（本社ベオグラード、PGP-RTSに改名）
- スージー（本社ザグレブ）
- ディスコトン（本社サラエヴォ）
- ZKP RTLJ（本社リュブリャナ、ZKP RTVSに改名）

## ユーゴノスタルギヤ
ユーゴトンはユーゴスラビアの大衆文化の重要な一部を担っており、その名前はユーゴノスタルギヤの対象となっている。
マケドニア共和国・スコピエのショッピング・モール「Gradski Trgovski Centar」にあったユーゴトンのレコード販売店は、マケドニアのレコード会社Lithiumによって現在も同じ商号で営業を続けている。
また、オーストリアのウィーンに拠点を置くユーゴスラビア系移民によって運営されるインターネットラジオ、WebTVの放送局は「ユーゴトン」と名づけられている。同局ではユーゴスラビア社会主義連邦共和国時代の楽曲のほか、現代の旧ユーゴスラビア各国のポップス、ロック (音楽)、民俗音楽などの音楽を流している。しかし、この放送局はレコード会社のユーゴトンとは無関係であり、放送される楽曲もこのレコード会社のものとは限らない。

## 『Yugoton』
ユーゴトンは、西側諸国への旅行が困難であった鉄のカーテンの東側の国々でも人気があった。東側諸国では、西側の音楽を入手する数少ない方法の一つが、東側諸国と同じ社会主義体制をとるユーゴスラビアを訪れることであった。ユーゴスラビアは東側諸国には属さずに非同盟主義を主導し、広く西側諸国からの影響に寛容であった。これによって、ユーゴスラビアのレコード会社は東側諸国ではカルト的な人気があり、西側の大衆文化の象徴となっていた。ユーゴトンを偲んで、ポーランドでは2001年、「ユーゴトン」（Yugoton）と名づけられたコンピレーション・アルバムがZIC-ZAC Music CompanyとBMGポーランドの下で製作された。アルバムには、エレクトリチュニ・オルガザム、イドリ、バヤガ・イ・インストルクトリ（Bajaga i Instruktori）、ハウストル（Haustor）、プルリャヴォ・カザリシュテ（Prljavo Kazalište）、パルニ・ヴァリャク（Parni Valjak）などのユーゴスラビアのアーティストらの楽曲のカバー曲が収められた。収録された楽曲は、カタジーナ・ノソフスカ（Katarzyna Nosowska）、パヴェウ・クキス（Paweł Kukiz）、オラーフ・デリグラソフ（Olaf Deriglasoff、ティモン・ティマンスキ（Tymon Tymański）などのポーランドのアーティストによって、ポーランド語で録音されている。CDの表面には、ポーランドのアーティストたちが、イドリのヴラダ・ディヴリャン（Vlada Divljan）、ハウストルのダルコ・ルンデク（Darko Rundek）とともに写っている。
東側諸国におけるユーゴスラビアのレコードやユーゴトンに関する描写は、東ドイツの映画『Sonnenallee』にもあり、同映画ではレコードを密輸するシーンに登場している。